# Zhao Chenyu
Zhao Chenyu (趙晨宇T, 赵晨宇S, zhào chén yǔP; Taiyuan, 4 giugno 1999) è un goista cinese.

## Biografia
È diventato professionista nel 2011.
È stato promosso 2 dan nel 2012, 3 dan nel 2013, 4 dan nel 2014.
Nel 2017 è stato promosso prima 5 dan poi 6 dan.
Nel 2018 è diventato 7 dan.
Nel 2019 è stato promosso 8 dan.
Nel 2021 ha raggiunto le semifinali della 9ª edizione della Ing Cup, dove è stato sconfitto dal sudcoreano Park Jung-hwan. Nello stesso anno è arrivato in semifinale nella Samsung Fire Cup, sconfitto per 0-2 dal sudcoreano Shin Jin-seo.
Si è qualificato nella squadra cinese ai XIX Giochi asiatici, e partecipa alla competizione maschile a squadre. Nel torneo preliminare ha ottenuto cinque vittorie in cinque incontri, compresa quella sul sudcoreano Byun Sang-il, contribuendo così al passaggio alla fase a eliminazione diretta. In semifinale, ha sconfitto il taiwanese Lai Junfu nella vittoria per 4-1 che ha permesso alla compagine cinese di arrivare alla finale per la medaglia d'oro. Nella finale per la medaglia d'oro tra Cina e Corea del Sud, Zhao ha perso contro Kim Myeong-hun; la Corea del Sud ha vinto 4-1 e la Cina ha conquistato la medaglia d'argento.